# Dice-Baumwollschwanzkaninchen
Das Dice-Baumwollschwanzkaninchen (Sylvilagus dicei) ist eine Säugetierart aus der Gattung der Baumwollschwanzkaninchen innerhalb der Hasenartigen. Es ist endemisch in den Cordillera de Talamanca in Costa Rica und dem westlichen Panama.

## Merkmale
Das Dice-Baumwollschwanzkaninchen ist eine vergleichsweise große Art der Gattung. Das Rückenfell ist braun-schwarz gesprenkelt, die Körperseiten sind grau-schwarz gefärbt. Der Schwanz ist schwarz, die Bauchseite weiß und die Kehle besitzt einen braunen Fleck.

## Verbreitung

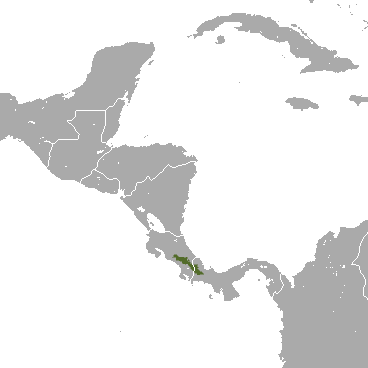
Verbreitungsgebiet des Dice-Baumwollschwanzkaninchens

Das Dice-Baumwollschwanzkaninchen ist endemisch in den Cordillera de Talamanca in Costa Rica und dem westlichen Panama. Dabei lebt es in Costa Rica in Höhen von 1.640 Metern in Cervantes bis 3.800 Metern am Cerro Chirripó. In Panama kommt es ab einer Höhe von 1.180 Metern in Rancho de Rio Jimenezvor.

## Lebensweise
Über die Lebensweise der Art liegen nur sehr wenige Informationen vor, man geht jedoch davon aus, dass sie weitgehend der des Tapeti (S. brasiliensis) entspricht. Als Lebensraum bevorzugt die Art das Páramo, etwa am Cerro Chirripó, kommt daneben jedoch auch im Buschland und den Eichen-Nebelwäldern der Höhenlagen vor.

## Systematik
Das Dice-Baumwollschwanzkaninchen wird als eigenständige Art den Baumwollschwanzkaninchen (Gattung Sylvilagus) zugeordnet. Erstmals wissenschaftlich beschrieben wurde es von Thaddeus Williams Harris im Jahr 1932. Ursprünglich wurde diese Art als Unterart des Tapeti oder Brasilien-Waldkaninchen (S. brasiliensis) betrachtet.
Die Art ist nach dem US-amerikanischen Biologen Lee Raymond Dice (1887–1977) benannt.

## Gefährdung und Schutz
Das Dice-Baumwollschwanzkaninchen wird von der International Union for Conservation of Nature and Natural Resources (IUCN) aufgrund der sehr wenigen verfügbaren Daten zwar gelistet, aber nicht eingestuft (data deficient). Man geht davon aus, dass die Art in einigen Gebieten aufgrund der begrenzten Habitate und dem Einfluss von eingeführten Beutegreifern, vor allem Kojoten, bedroht ist, ohne weitere Forschungen ist eine reale Abschätzung jedoch nicht möglich.

## Belege
1. 1 2  Joseph A. Chapman, John E. C. Flux (Hrsg.): Rabbits, Hares and Pikas. Status Survey and Conservation Action Plan. (Memento des Originals vom 14. Januar 2009 im Internet Archive)  Info: Der Archivlink wurde automatisch eingesetzt und noch nicht geprüft. Bitte prüfe Original- und Archivlink gemäß Anleitung und entferne dann diesen Hinweis. (PDF; 11,3 MB) International Union for Conservation of Nature and Natural Resources (IUCN), Gland 1990; S. 101. ISBN 2-8317-0019-1.
2. 1 2 3 4  Sylvilagus dicei in der Roten Liste gefährdeter Arten der IUCN 2011. Eingestellt von: A.T. Smith, A.F. Boyer, 2008. Abgerufen am 8. Juli 2012.
3. ↑  William P. Harris Jr.: Four new mammals from Costa Rica. Occasional Papers of the Museum of Zoology, University of Michigan 248; S. 1–6. (Volltext)
4. ↑  Don E. Wilson & DeeAnn M. Reeder (Hrsg.): Sylvilagus dicei in Mammal Species of the World. A Taxonomic and Geographic Reference (3rd ed).
5. ↑  Beolens, Watkins & Grayson: The Eponym Dictionary of Mammals. Johns Hopkins University Press, Baltimore 2009, ISBN 978-0-8018-9304-9, S. 110–111 (Dice).